# Teluk Berembun
Teluk Berembun is een bestuurslaag in het regentschap Rokan Hilir van de provincie Riau, Indonesië. Teluk Berembun telt 581 inwoners (volkstelling 2010).